# هنري اندروز (لاعب كريكت)
هنري اندروز (بالإنجليزية: Henry Andrews)‏ (4 أكتوبر 1821 في المملكة المتحدة - 13 ديسمبر 1865 في المملكة المتحدة) هو لاعب كريكت بريطاني (وحمل سابقاً جنسية المملكة المتحدة لبريطانيا العظمى وأيرلندا). لعب مع Kent County Cricket Club ‏.

## وصلات خارجية
- هنري اندروز على موقع إي آس بي آن كريك إنفو (الإنجليزية)